# Zecchino d'Oro 1965
Il settimo Zecchino d'Oro si è svolto a Bologna dal 19 al 21 marzo 1965.
È stato presentato da Mago Zurlì, interpretato da Cino Tortorella.
Le riprese della trasmissione si spostano dal Cinema Teatro dell'Antoniano al neonato studio televisivo, dove si svolgono tuttora fino al 2024.
Il numero dei bambini partecipanti alla giuria, al fine di avere la quota esatta del 50% tra maschi e femmine, sale da 15 a 16.
In questa edizione, fra gli autori, ci furono due componenti del Quartetto Cetra: Tata Giacobetti ed Antonio Virgilio Savona: quest'ultimo partecipò nuovamente nel 1996, sempre fra gli autori, ma con la moglie Lucia Mannucci.

## Brani in gara
- Caccia al tesoro (Testo: Alberto Testa/Musica: Augusto e Giordano Bruno Martelli, Rinaldo Cozzoli, Jan Langosz) - Marco Rompianesi
- C'era un leone (Testo: Giorgio Calabrese/Musica: Giovanni D'Anzi) - Lamberto Rongo
- Che pasticcio la grammatica (Testo: Antonio Mennillo/Musica: Augusto e Giordano Bruno Martelli, Jan Langosz) - Maria Grazia Emiliani
- Dagli una spinta (Testo: Dante Panzuti, Pinchi/Musica: Nino Casiroli) - Carlo Alberto Travaglino
- I miei soldatini (Testo: Dante Panzuti/Musica: Eros Sciorilli, Massimo Mazzurini) - Vinicio Venturi
- Il calendario di un bambino (Testo: Dolli/Musica: Enzo Di Paola, Arturo Casadei) - Denisa Battistoni Gaddoni, Roberta Odorici e Anna Wilhelm
- La gondola nel secchio (Testo: Emilio De Sanzuane/Musica: Arturo Casadei, Piero Aranda) - Ornella Malavasi
- La tromba del pagliaccio (Testo: Sandro Tuminelli/Musica: Jacqueline Perrotin) - Ivonne Villante
- Se fossi un marziano (Testo: Tata Giacobetti/Musica: Antonio Virgilio Savona) - Giuseppe Mosca e Claudio Rizza
- Serafino, l'uomo sul filo (Testo: Franco Maresca/Musica: Mario Pagano) - Marcella Murgia
- Tom tirillin Tom  (Testo: Enzo Verducci/Musica: Antonietta Calderoni Alexis) - Carmine Cuomo
- Tre civette sul comò (Testo: Antonio Mennillo/Musica: Augusto e Giordano Bruno Martelli, Jan Langosz) - Patrizia Albamonte,  Paola Covili Faggioli e Gloria Gualtieri